# Доброго вечора, ми з України
«Доброго вечора, ми з України!» — відома фраза (вислів), гасло під час війни, музичний трек від PROBASS ∆ HARDI, реліз якого відбувся у жовтні 2021 року, а також неофіційне військове привітання в Україні, що стало популярним після російського вторгнення в Україну у 2022 році. Трек вийшов на 8 місце в українському чарті Apple Music у березні 2022 року. Автором фрази є український музикант, фронтмен і вокаліст гурту «ДахаБраха» Галаневич Марко Володимирович.

## Історія

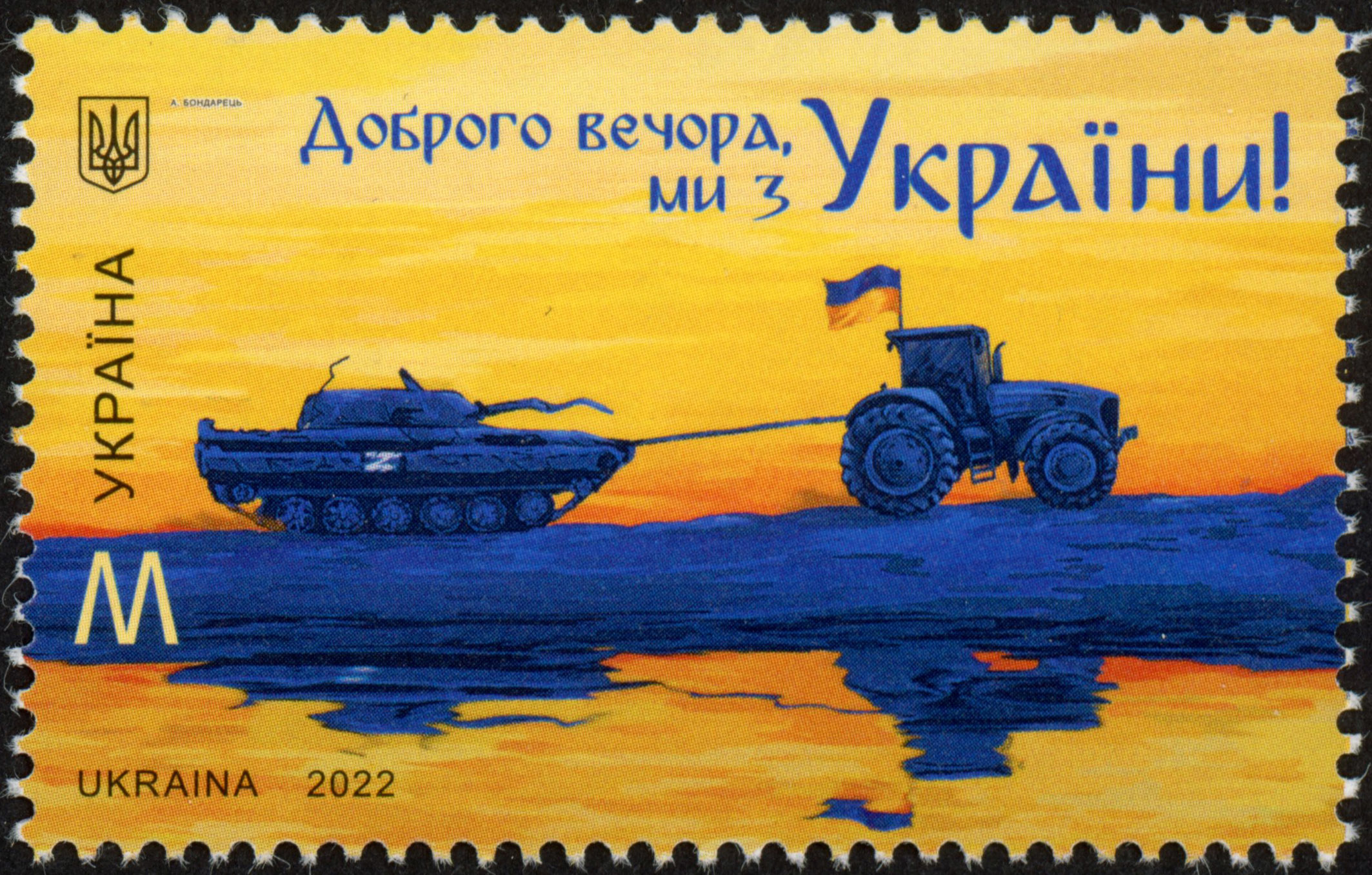
Марка «Доброго вечора, ми з України!»

Сингл вийшов у жовтні 2021 року. Його творці гурт PROBASS ∆ HARDI з Кременчука.
Трек отримав популярність у TikTok, де було створено понад 730 тис. відео з використанням треку. Також пісня набрала десятки мільйонів переглядів у різних варіаціях в інтернеті. Саму фразу в треку промовляє Марко Галаневич з популярного українського гурту «ДахаБраха».

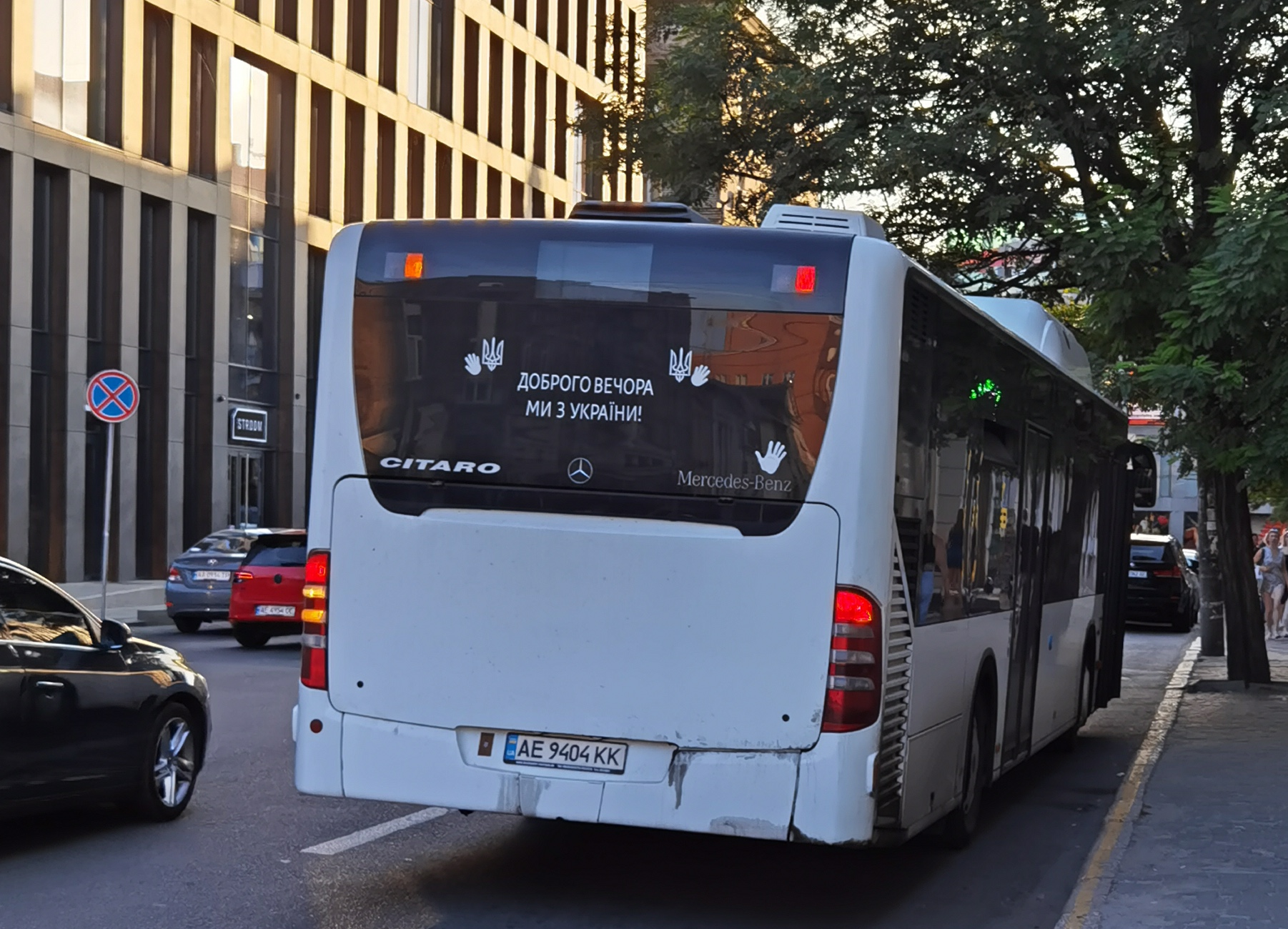
Напис на автобусі з фразою

## Гасло під час війни

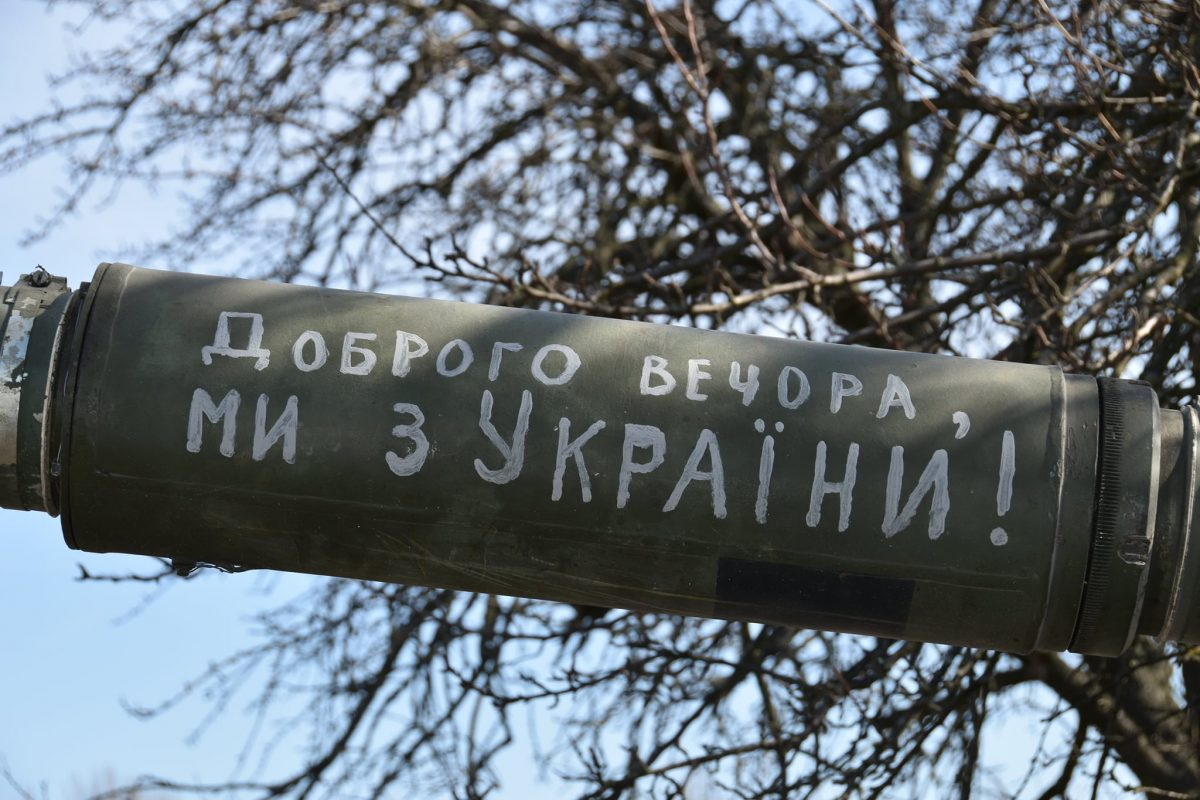

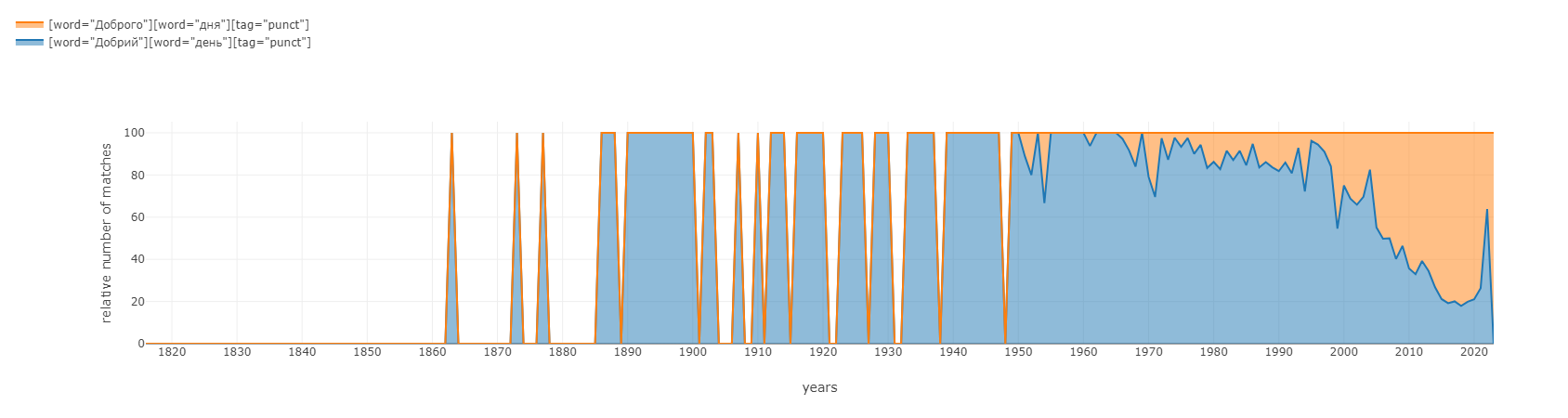
На діаграмі показано відношення кількості знайдень варіантів «добрий день» і «доброго дня» за роками у Генеральному регіонально анотованому корпусі української мови, який містить тексти 1818-2023 рр.

Основна текстова фраза треку, «Доброго вечора, ми з України», стала популярним неофіційним військовим привітанням в Україні після російського військового вторгнення у 2022 році, та отримала широкий вжиток. Нею розпочинає свої відеозвернення голова Миколаївської обласної державної адміністрації Віталій Кім, а також Збройні сили України, міністр оборони Резніков, журналісти. Зі слів виконавців треку, він лунає у багатьох бомбосховищах України та підіймає дух українців.
Регулярне використання фрази, без додаткових перекладів ввело її у вжиток і за кордоном.

## Визнання та відзнаки
На сесії Кременчуцької міської ради 15 березня 2022 року міський голова Кременчука Віталій Малецький вручив відзнаки авторам треку «Доброго вечора, ми з України». Артем Ткаченко (DJ ProBass) — нагрудний знак «За заслуги перед містом», Максим Мокренко (DJ Hardi) — нагрудний знак та Подяку міського голови Кременчука.